# Baikiaea
Baikiaea là một chi thực vật có hoa trong họ Đậu.